# Roberto Amadio
Roberto Amadio (Portogruaro, 10 de julio de 1963) es un deportista italiano que compitió en ciclismo en la modalidad de pista. Ganó una medalla de oro en el Campeonato Mundial de Ciclismo en Pista de 1985, en la prueba de persecución por equipos.
Participó en los Juegos Olímpicos de Los Ángeles 1984, ocupando el quinto lugar en la misma disciplina.

## Medallero internacional
| Campeonato Mundial | Campeonato Mundial | Campeonato Mundial | Campeonato Mundial          |
| Año                | Lugar              | Medalla            | Competición                 |
| ------------------ | ------------------ | ------------------ | --------------------------- |
| 1985               | Bassano (Italia)   | Medalla de oro     | Persecución por equipos (A) |